# Acantharachne giltayi
Acantharachne giltayi är en spindelart som beskrevs av Roger de Lessert 1938. Acantharachne giltayi ingår i släktet Acantharachne och familjen hjulspindlar. Inga underarter finns listade i Catalogue of Life.